# Гоща (остановочный пункт)
Гоща (пол. Goszcza) — остановочный пункт в деревне Гоща в гмине Коцмыжув-Любожица, в Малопольском воеводстве Польши. Имеет 1 платформу и 2 пути.
Остановочный пункт на железнодорожной линии Варшава-Западная — Краков-Главный.